# Frederic II de Hessen-Kassel
Frederic II de Hessen-Kassel (en alemany Friedrich II von Hessen-Kassel) va néixer a Kassel el 14 d'agost de 1720 i va morir a la mateix ciutat el 31 d'octubre de 1785. Era fill del landgravi Guillem VIII de Hessen-Kassel (1682-1760) i de Dorotea de Saxònia-Zeitz (1691-1743).

## Biografia
Frederic va ser enviat a estudiar a Suïssa, on va viure primer a Ginebra i després a Lausana. Durant la Guerra de Successió austríaca, es va allistar com a combatent al servei de l'emperador Carles VII. I més tard va participar en la Guerra dels Set Anys amb l'exèrcit prussià fins al 1760, data en què va succeir el seu pare.
Va exercir com a langravi de Hessen-Kassel del 1760 al 1785, gaudint d'un període de prosperitat econòmica i cultural. Es va dedicar a fomentar la indústria, així com diverses institucions culturals. El 1779 va crear Fridiricianum, el primer museu, entès com a centre obert al públic, de tot Europa, i el 1777 va fundar l'Acadèmia de les Arts.
Per tal de finançar els seus projectes, Frederic II utilitzava el seu exèrcit com a mercenari al servei d'altres països, especialment d'Anglaterra; així, tropes de Hessen-Kassel van ser presents en la Guerra de la Independència dels Estats Units.

## Matrimoni i fills
El 1740 es va casar amb la princesa Maria de Hannover (1723-1772), filla del rei Jordi II del Regne Unit (1683-1760) i de Carolina de Brandenburg-Ansbach (1683-1737).
El 1749 va renunciar a la religió calvinista, majoritària a Hessen-Kassel, per convertir-se al catolicisme. Aquesta conversió li comportà greus conseqüències. La seva dona l'abandonà i s'endugué els seus fills a Dinamarca, els quals van ser educats segons la religió protestant i acabarien casant-se amb princeses daneses.
En 1773, morta ja la seva primera dona, Frederic es va casar a Berlín amb Filipina de Brandeburg-Schwedt.
El va succeir el seu fill gran, Guillem, l'únic que va tornar a Hessen-Kassel, i que a més heretaria el principat de Hanau, ja que en morir sense descendència el seu darrer governant, s'havia negat a deixar el seu domini en mans de Frederic per la seva conversió al catolicisme.
Del matrimoni amb Maria de Gran Bretanya en nasqueren quatre fills barons:
- Guillem (1741-1742).
- Guillem (1743-1821).
- Carles (1744-1836), casat amb Lluïsa de Dinamarca (1750-1831).
- Frederic (1747-1837), casat amb Carolina de Nassau-Usingen (1762-1823).